# タイラー・モートン
タイラー・スコット・モートン（Tyler Scott Morton, 2002年10月31日 - ）は、イングランド・マージーサイド州ウィラル出身のサッカー選手。リーグ・アン・オリンピック・リヨン所属。ポジションはMF。

## クラブ経歴
7歳の時に地元のリヴァプールFCのユースアカデミーに入所。2019年にU-18ユースチームに昇格すると、2019-20シーズンは同ユースリーグで11試合1ゴールを記録。翌2020-21シーズンは同ユースリーグで5試合3ゴールを記録するとU-23チームに昇格。プレミアリーグ2 (U-23ユースリーグ)で14試合5ゴールを記録した。2021-22シーズンはU-23リーグで8試合で起用された後にトップチームに昇格。2021年9月21日のEFLカップのノリッジ・シティFC戦で、後半開始からの途中起用でトップチームデビューを果たし、試合も3-0で勝利。10月27日の同じくEFLカップのプレストン・ノースエンドFC戦では先発で起用され、90分間フル出場。試合も2-0で勝利。11月20日のプレミアリーグのアーセナルFC戦では、4-0で迎えた後半41分に起用され、トップリーグデビューを果たした。
2022年8月1日、ブラックバーン・ローヴァーズFCへのレンタル移籍が発表された。

## 個人成績
| クラブ                       | シーズン | リーグ                | リーグ戦 | リーグ戦 | カップ戦 | カップ戦 | リーグ杯 | リーグ杯 | 国際大会 | 国際大会 | その他 | その他 | 合計 | 合計 |
| クラブ                       | シーズン | リーグ                | 出場     | 得点     | 出場     | 得点     | 出場     | 得点     | 出場     | 得点     | 出場   | 得点   | 出場 | 得点 |
| ---------------------------- | -------- | --------------------- | -------- | -------- | -------- | -------- | -------- | -------- | -------- | -------- | ------ | ------ | ---- | ---- |
| リヴァプール                 | 2021-22  | プレミアリーグ        | 2        | 0        | 2        | 0        | 3        | 0        | 2        | 0        | 0      | 0      | 9    | 0    |
| リヴァプール                 | 通算     | 通算                  | 2        | 0        | 2        | 0        | 3        | 0        | 2        | 0        | 0      | 0      | 9    | 0    |
| ブラックバーン・ローヴァーズ | 2022-23  | EFLチャンピオンシップ |          |          |          |          |          |          |          |          |        |        |      |      |
| ブラックバーン・ローヴァーズ | 通算     |                       |          |          |          |          |          |          |          |          |        |        |      |      |
| 総通算                       | 総通算   | 総通算                | 2        | 0        | 2        | 0        | 3        | 0        | 2        | 0        | 0      | 0      | 9    | 0    |